# سیمون کامل
سیمون فیلیپ کامل (عربی مصری: سیمون فیلیپ کامل؛ زادهٔ ۱۴ ژوئن) هنرپیشه و خواننده اهل مصر است. وی از سال ۱۹۸۷ میلادی تاکنون مشغول فعالیت بوده‌است.
سیمون دارای مدرک لیسانس در ادبیات فرانسه از دانشگاه آمریکایی قاهره است.